# Alicja Szastyńska-Siemion
Alicja Szastyńska-Siemion (ur. 16 kwietnia 1935 w Sztabinie) – profesor w Zakładzie Filologii Greckiej Instytutu Filologii Klasycznej i Kultury Antycznej Uniwersytetu Wrocławskiego, dyrektor Instytutu Filologii Klasycznej i Kultury Antycznej Uniwersytetu Wrocławskiego. Jest wiceprezesem Zarządu Głównego Polskiego Towarzystwa Filologicznego oraz członkiem Komitetu Nauk o Kulturze Antycznej Polskiej Akademii Nauk. Wybitna znawczyni starożytności i mitologii.
Magisterium uzyskała w roku 1956 na podstawie pracy Życie ateńskie w świetle komedii Menandra, napisanej pod kierunkiem prof. Wiktora Steffena. W 1958  rozpoczęła, w trybie zaocznym, studia na Wydziale Prawa. Ukończyła je w roku 1962. W latach 1956–1959 pracowała jako lektor języka łacińskiego w Studium Języków Obcych Uniwersytetu Wrocławskiego. 7 grudnia 1965 obroniła pisaną pod kierunkiem prof. dr. Jerzego Łanowskiego pracę doktorską Liryka archaiczna w zwierciadle poezji aleksandryjskiej, a 14 grudnia otrzymała stopień doktora nauk humanistycznych. Na podstawie pracy Epinikion greckie. Monografia gatunku, w marcu 1973 uzyskała stopień doktora habilitowanego. Tytuł i stanowisko profesora nadzwyczajnego otrzymała w roku 1984. Od pierwszego czerwca 1994 jest profesorem zwyczajnym. W roku 2005 przeszła na emeryturę.
Jej mężem (od 1959 r.) był prof. Ignacy Siemion (1932–2015).